# Pomster
Pomster település Németországban, Rajna-vidék-Pfalz tartományban. Lakosainak száma 155 fő (2023. december 31.).

## Népesség
A település népességének változása:
| Lakosok száma | 219  | 156  | 157  | 151  | 152  | 155  |
|               | 1975 | 2017 | 2019 | 2021 | 2022 | 2023 |